# Heterometrus flavimanus
Heterometrus flavimanus ist ein indischer Skorpion der Familie Scorpionidae.

## Beschreibung

Rechte Chela von Heterometrus flavimanus

Heterometrus flavimanus ist ein 110 bis 150 Millimeter langer Skorpion mit rötlich-brauner Grundfarbe. Die Chelae der Pedipalpen, die Beine und das Telson sind rötlich-braun bis gelb gefärbt und bei adulten Tieren immer heller als der Körper. Die Chelae sind stark lappenförmig ausgeprägt, mit einem Verhältnis von Länge zu Breite von 1,7 zu 1 bei beiden Geschlechtern. Sie sind auf der Oberseite mit einer Vielzahl von Granulen bedeckt, die keine Kiele formen. Der Carapax hat in der Mitte eine glatte und glänzende Oberfläche, an allen Rändern ist er mit Granulen bedeckt. Es gibt Individuen, deren Carapax eine geringe Zahl von Granulen auf der Oberfläche trägt. Das fünfte Segment des Metasoma ist länger, das vierte Segment etwa gleich lang wie die Femora der Pedipalpen. Die Kämme des Kammorgans haben 19 bis 22 Zähne. Das Telson ist kugelförmig, mit einer Giftblase die länger als der Giftstachel ist. Bei Heterometrus flavimanus ist kein Sexualdimorphismus in der Form und den Proportionen der Glieder seiner Pedipalpen zu erkennen.
Heterometrus flavimanus besitzt sehr große Ähnlichkeit mit Heterometrus swammerdami. Die morphologischen Merkmale beider Arten überlappen sich deutlich, so dass die Bestimmungsschlüssel für viele Individuen keine sichere Identifizierung ermöglichen.

## Verbreitung und Lebensraum
Als Terra typica von Heterometrus flavimanus wurde in der Erstbeschreibung Coonoor ; Coimbatore angegeben. Nach mehreren Änderungen der Verwaltungsgrenzen befindet sich Coonoor heute im Distrikt Nilgiris, im äußersten Nordwesten des südindischen Bundesstaates Tamil Nadu (11° 21′ 0″ N, 76° 48′ 0″ O). Die Stadt liegt in den zu den Westghats gehörenden Nilgiri-Bergen, die sich über die Grenze des Bundesstaates bis nach Kerala erstrecken. Fundberichte sind kaum in der Literatur zu finden. Eine Fundmeldung kam von der Koromandelküste. Als Verbreitungsgebiet der Art wurde seit der Erstbeschreibung stets Tamil Nadu angegeben.
Erst 2017 wurden drei Funde aus dem Bundesstaat Kerala bekannt, einer aus dem Chinnar Wildlife Sanctuary im Distrikt Idukki und zwei aus dem Distrikt Palakkad. Alle Fundorte befinden sich nahe der Grenze zu Tamil Nadu und dem Typfundort. Die zahlreichen faunistischen Untersuchungen im Gebiet der Westghats haben in der Vergangenheit keine Funde der Art ergeben. Daher wird angenommen, dass ihr Verbreitungsgebiet auf den Typfundort und seine nähere Umgebung beschränkt ist.

## Lebensweise
Über die Lebensweise von Heterometrus flavimanus und die Art der von ihm besiedelten Habitate sind keine Erkenntnisse veröffentlicht worden. Ein einzelnes Jungtier wurde unter Baumrinde in einem immergrünen Trockenwald an der Koromandelküste gefunden.

## Systematik

Metasoma mit Telson

### Erstbeschreibung
Die Erstbeschreibung erfolgte durch Reginald Innes Pocock im Jahr 1900 als Unterart von Heterometrus swammerdami. Zur Unterscheidung von der Nominatform gab Pocock ausschließlich die gelbe Farbe der Beine und die roten oder gelben Chelae der Pedipalpen an.

### Typmaterial
Pocock stützte seine Erstbeschreibung auf ein weibliches und ein männliches Exemplar vom Typfundort. Die Typexemplare wurden erst 1981 von Couzijn als ein weiblicher „hololectotype“ und ein männlicher „allolectotype“ benannt. Diese Benennungen entsprechen nicht den Regeln der zoologischen Nomenklatur. Spätere Autoren nennen das weibliche Exemplar einen Lectotypen und das männliche Paralectotyp. Das Typmaterial befindet sich in der Sammlung des Natural History Museum in London.
Der ebenfalls im Natural History Museum aufbewahrte Holotyp von Heterometrus barberi wird dort in den Unterlagen falsch als „Heterometrus flavimanus Pocock, 1900“ aufgeführt.

### Etymologie
Der Autor der Erstbeschreibung machte keine Angaben zu Bedeutung des Artnamens. Er ist eine Kombination aus dem Lateinischen Wörtern flavus für gelb und manus für Hand, bezogen auf die gelben Chelae der Pedipalpen.

### Synonyme (chronologisch)
- Palamnaeus swammerdami flavimanus Pocock, 1900: der Name wurde von Pocock in seiner Erstbeschreibung vergeben, die Gattung Palamnaeus war jedoch bereits 1879 von Ferdinand Karsch zum Synonym von Heterometrus erklärt worden.[5][12]
- Heterometrus (Gigantometrus) swammerdami flavimanus Couzijn, 1981: H. W. C. Couzijn beschrieb 1981 die Untergattung Gigantometrus, in die er auch Heterometrus swammerdami flavimanus stellte.[6]
- Heterometrus (Gigantometrus) flavimanus Tikader & Bastawade, 1983: die indischen Arachnologen B. K. Tikader und D. B. Bastawade verliehen Heterometrus flavimanus in ihrer 1983 erschienenen Monografie über die Skorpione Indiens Artstatus. Dabei behielten sie die von Couzijn beschriebenen Untergattungen bei. Die Untergattung Gigantometrus und alle anderen von Couzijn beschriebenen Untergattungen von Heterometrus wurden 2004 von František Kovařík in seiner Revision der Gattung Heterometrus aufgehoben.[9][13]